# Prizzi's Honor
Prizzi's Honor (1985) is een Amerikaanse speelfilm, geregisseerd door John Huston. De film wordt geklasseerd onder het genre misdaadkomedie. De hoofdrollen worden vertolkt door onder meer Jack Nicholson, Kathleen Turner en Anjelica Huston.
Anjelica Huston won de Oscar voor Beste Vrouwelijke Bijrol. De film werd ook genomineerd voor zeven andere Oscars.

## Verhaal
Angelo Partanna en zijn zoon , de huurmoordenaar Charley Partanna, zijn beide medewerkers binnen de machtigste maffiafamilie van New York: de Prizzi's. Zoals alle leden van de familie Prizzi, heeft ook Charley de bloedeed gezworen. Deze houdt in dat de eer van Prizzi boven alles staat en dat hij die altijd moet beschermen desnoods met z'n leven. In ruil hiervoor belooft de familie ook op haar beurt hèm voor altijd te beschermen.
Op een trouwfeest van de kleindochter van Don Corrado Prizzi, het hoofd van de familie, ontmoet Charley een zekere Irene Walker. Het is liefde op het eerste gezicht en het duurt niet lang tegen dat de twee een liefdesrelatie beginnen. Charley ontdekt gaandeweg dat zijn geliefde niet altijd even eerlijk blijkt te zijn tegen hem. Hij komt onder andere te weten dat zij ook in de huurmoordenaars-business zit en veel erger nog, dat ze 360.000 dollar gestolen heeft van de Prizzi's. Charley staat voor een dilemma: als hij zich houdt aan zijn belofte om de eer van Prizzi te beschermen moet hij Irene uitschakelen en het geld terugbrengen, als hij kiest voor Irene schendt hij zijn bloedeed. Hij kiest voor haar, hij kan zijn liefde niet verloochenen. Hij vertelt de Prizzi's niets en hij trouwt snel en in het geheim met Irene.
Dan beginnen de problemen zich op te stapelen. Allereerst is er de ex-verloofde van Charley, Maerose Prizzi, die roet in het eten gooit door Don Corrado Prizzi op de hoogte te brengen wat zij ontdekt heeft, namelijk dat Irene hem bestolen heeft. Vervolgens loopt er iets mis tijdens een van de criminele activiteiten van de Prizzi's: de vrouw van een politie-inspecteur wordt ongewild neergeschoten, door Irene. Dit zorgt voor veel druk op de maffiafamilie vanwege de politie, die dit probleem niet opgelost ziet met meer smeergeld maar eist dat de dader uitgeleverd wordt. Dan is er Dominic Prizzi, een zoon van Don Corrado Prizzi, die niets weet van het huwelijk tussen Charley en Irene, en haar inhuurt om Charley, haar eigen man dus, te vermoorden. Wanneer Dominic zelf wordt vermoord, ontstaat er bij iedereen achterdocht en Charley verzet zich uiteindelijk tegen de Prizzi's.
De enige manier om de familie Prizzi te redden is om Charley terug bij de familie te krijgen en de politie te sussen met het dode lichaam van de moordenaar op de vrouw van die politie-inspecteur, Irene dus. Charley wordt zelfs gepromoveerd tot opvolger van Don Corrado Prizzi, maar hij moet wel eerst zijn eer aan de familie, die hij gebroken had door te zwijgen over het geld dat Irene gestolen had, terugwinnen. Hij moet zijn Irene vermoorden. Hij slaagt hierin en wint aldus de gunst van de Prizzi's maar de liefde van z'n leven is hij eens en voor altijd kwijt.

## Rolverdeling
| Acteur             | Personage                        |
| ------------------ | -------------------------------- |
| Jack Nicholson     | Charley Partanna                 |
| Kathleen Turner    | Irene Walkervisks / Irene Walker |
| Anjelica Huston    | Maerose Prizzi                   |
| Robert Loggia      | Eduardo Prizzi                   |
| John Randolph      | Angelo "Pop" Partanna            |
| William Hickey     | Don Corrado Prizzi               |
| Lee Richardson     | Dominic Prizzi                   |
| Michael Lombard    | Rosario Filangi / Robert Finlay  |
| CCH Pounder        | "Peaches" Altamont               |
| George Santopietro | loodgieter                       |
| Ann Selepegno      | Amalia Prizzi                    |
| Lawrence Tierney   | Hanley                           |
| Vic Polizos        | Phil Vittimizzare                |
| Dick O'Neill       | Bluestone                        |
| Sully Boyar        | Casco Vasorne                    |
| Raymond Heller     | Sal Bocca                        |
| Joseph Ruskin      | Marxie Heller                    |
| Seth Allen         | Alvin Gomsky                     |
| Dominic Barto      | Presto Cigilone                  |
| Raymond Serra      | Bocca                            |
| Stanley Tucci      | soldaat                          |